# Stade Poitevin Volley Beach 2016-2017
Questa voce raccoglie le informazioni riguardanti lo Stade Poitevin Volley Beach nelle competizioni ufficiali della stagione 2016-2017.

## Organigramma societario
Area direttiva
- Presidente: Claude Berrard

Area tecnica
- Allenatore: Brice Donat
- Allenatore in seconda: Laurent Lecina

## Rosa
| N° | Nome             | Ruolo | Data di nascita  | Nazionalità sportiva |
| -- | ---------------- | ----- | ---------------- | -------------------- |
| 1  | Eldin Demirović  | S     | 8 giugno 1992    | Francia              |
| 3  | Herman Engala    | S     | 29 dicembre 1985 | Camerun              |
| 4  | Yaniss China     | L     | 7 ottobre 1989   | Francia              |
| 5  | Božidar Ćuk      | S     | 13 giugno 1992   | Montenegro           |
| 6  | Robbert Andringa | S     | 28 aprile 1990   | Paesi Bassi          |
| 8  | Nimir Abdel-Aziz | S/O   | 5 febbraio 1992  | Paesi Bassi          |
| 9  | Andri Aganits    | C     | 7 settembre 1993 | Estonia              |
| 10 | Philip Schneider | C     | 23 dicembre 1981 | Austria              |
| 11 | Corentin Suc     | P     | 20 ottobre 1994  | Francia              |
| 14 | Eemi Tervaportti | P     | 26 luglio 1989   | Finlandia            |
| 16 | Frédéric Barais  | L     | 10 dicembre 1989 | Francia              |
| 18 | Novica Bjelica   | C     | 9 febbraio 1983  | Serbia               |